# Dutugemunu
Dutugemunu (singhalais : දුටුගැමුණු duṭugämuṇu), Dutthagamani, duṭṭhagāmaṇī ou Gamani Abhaya (singhalais : ගාමිණී අභය gāmaṇī abhaya, « Gamini sans peur »), est un roi cinghalais du Sri Lanka qui a régné de 161 à 137 avant notre ère. Il est célèbre pour avoir renversé Elara, l'usurpateur tamoul du royaume Chola qui avait envahi celui de Rajarata en 205 av. J.-C. Dutugemunu a aussi agrandi et embelli la ville d'Anurâdhapura et étendu la puissance de Rajarata sur l'ensemble de l'île de Sri Lanka.
Du fait de son importance comme symbole national, l'histoire de Dutugemunu est entourée de mythes et de légendes. De nombreux aspects de ces récits ont cependant été confirmés par des inscriptions d'époque et leur base est généralement considérée comme exacte.

## Étymologie

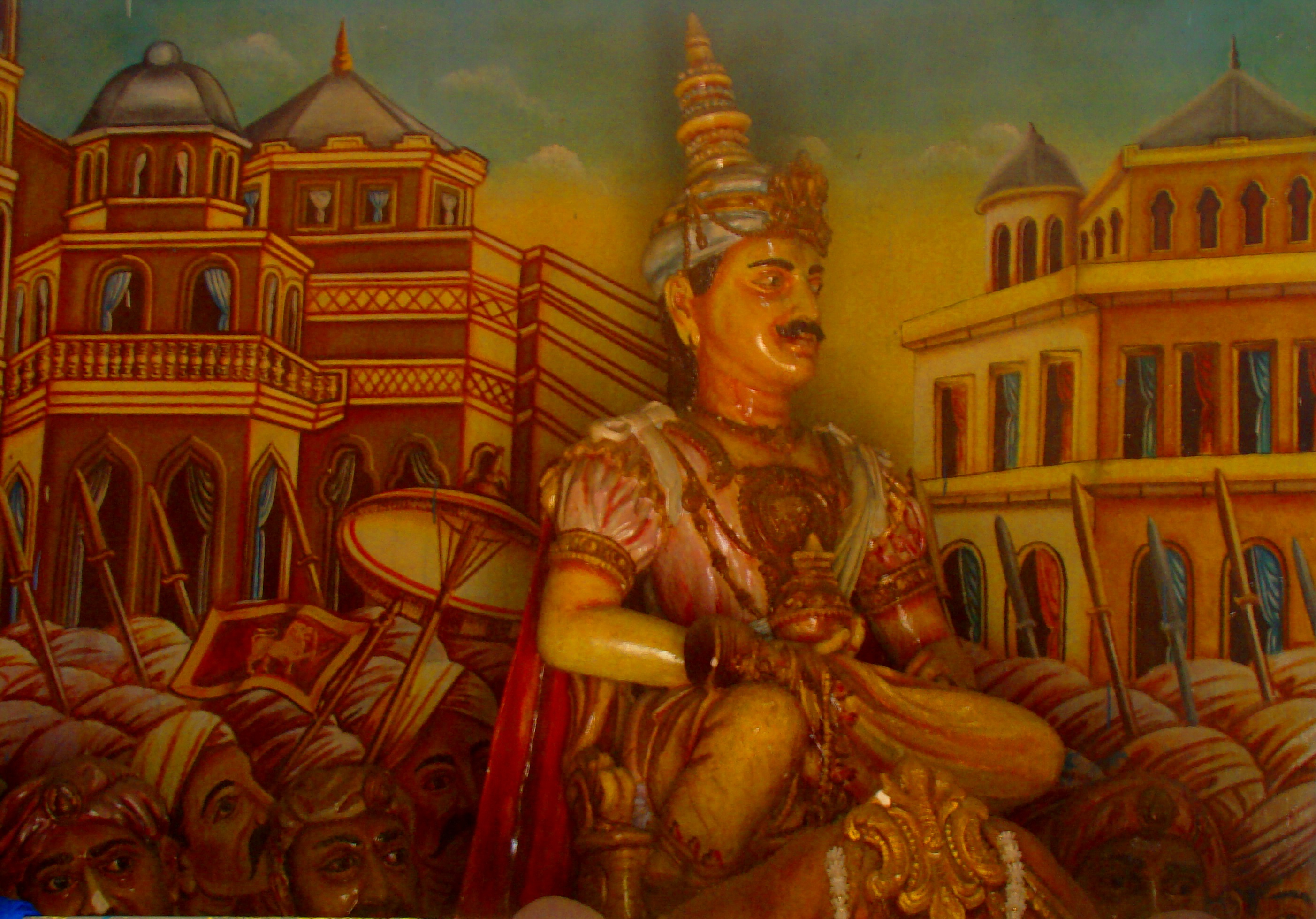
Représentation moderne de Dutugemunu.

Le nom de naissance de Dutugemunu était Gamini, ou Gamani, un nom bouddhiste traditionnel encore populaire aujourd'hui au Sri Lanka. Le Mahavamsa décrit comment il s'est moqué dans sa jeunesse de son père Kavantissa (en), roi de Ruhuna, pour avoir refusé d'entrer en guerre contre l'usurpateur Elara, roi Chola d'Anurâdhapura après en avoir tué les rois légitimes. Le prince déclara que « si (son) père avait été un homme, il n'aurait pas parlé ainsi » et lui envoya un bijou féminin. La fureur du roi obligea beaucoup de ses amis à fuir dans la région de Malaya et valut au prince le surnom Dutthagamani, désobéissant. Après sa mort, il reçut celui de Dharma Gamini (« Gamini le Juste »), mais c'est sous celui de Duttha Gamini ou Dutugemunu qu'il est passé à la postérité.

## Ancêtres et famille

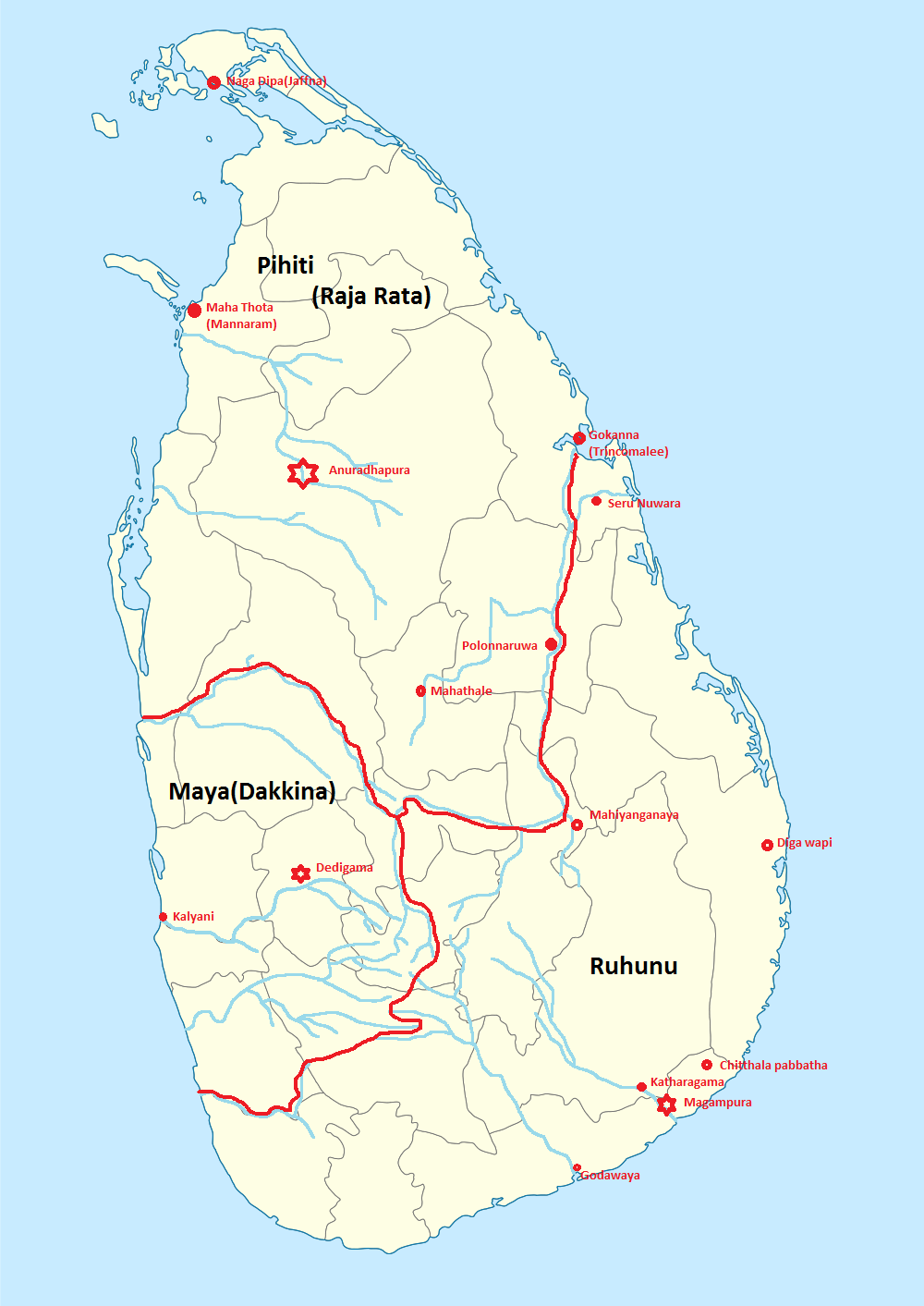
Territoires possibles des royaumes de (au sud-est) et de Rajarata (au nord).

Le Mahavamsa constitue la principale source sur le règne de Dutugemunu, auquel il consacre six de ses 35 chapitres. Dans le chapitre 22, il explique comment il descend de l'ancienne famille royale de Rajarata par le frère du roi Devanampiya Tissa, Mahanaga (en). À l'époque de sa naissance, le père de Dutugemunu, Kavantissa (en), régnait sur Ruhuna (en), un petit royaume du sud-est du Sri Lanka indépendant de celui de Rajarata, situé plus au nord. La frontière entre les deux entités était la Mahaganga, ou « grande rivière », peut-être l'actuelle Menik Ganga. Kavantissa est décrit comme un bouddhiste dévot, toujours prêt à fournir au Sangha ce dont il avait besoin.
La mère de Dutugemunu était Viharamahadevi (en), fille de Tissa, roi de Kalyani. Selon la légende, Kalanyi avait été victime d'une série de raz-de-marée, en punition du meurtre d'un moine par le roi. Pour apaiser les flots, Tissa aurait envoyé sa fille sur un bateau doré avec les mots « Une fille de roi ». La princesse aurait miraculeusement touché terre à Ruhuna, où elle épousa Kavantissa.
Alors qu'elle était enceinte de Dutugemunu, Viharamahadevi eut une série de désirs particuliers, notamment celui de dormir absolument sur un oreiller rempli de rayons d'abeilles. Son désir de boire l'eau de rinçage d'une épée utilisée pour décapiter un guerrier d'Elara, assise sur sa tête, suscita l'intérêt des devins de la cour, qui prédirent que « le fils de la reine, quand il aura vaincu les Damilas (envahisseurs tamouls) et unifié le royaume, fera briller plus que jamais la doctrine ». Viharamahadevi mit au monde à Thissamaharama (dans l'actuel district d'Hambantota) un fils qui fut nommé Gamani Abhaya, puis quelque temps plus tard à un second, nommé Tissa.
Au moment de la naissance de Gamani, un éléphant à six défenses abandonna son petit dans les environs. Cet éléphanteau fut nommé Kandula et devint la monture de Gamani, qu'il accompagna dans la plupart de ses aventures.

## Guerre de palais et début de règne

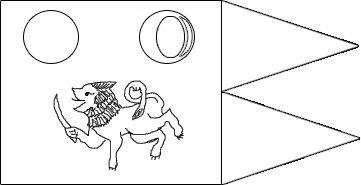
Drapeau du prince Dutugemunu.

À seize ans, Gamani était « vigoureux, populaire, intelligent et un héros pour la majesté et la force », bien qu'un peu capricieux. Déterminé à expulser l'usurpateur de Rajarata, Gamani leva une armée autour de Ruhana (en) et annonça à son père son intention de reprendre le nord de l'île. Celui-ci le lui interdit en lui disant « ce côté-ci de la rivière est suffisant » ; la suite de la conversation entre les deux hommes valut à Gamani le surnom de Duttha Gamani, tandis que ses amis fuyaient le pays et que lui-même était mis en prison.
Kavantissa est considéré comme un brillant stratège, qui avait reconnu qu'il devait renforcer son royaume avant d'entrer en guerre contre les envahisseurs. Il rassembla des armées et rendit son royaume prospère « en riz et en feuilles de bétel », ce qui signifie qu'il disposait d'importants surplus agricoles. Les légendaires dix « grands géants » s'engagèrent dans l'armée à cette époque. Kavantissa fit jurer à de nombreuses reprises à Dutugemunu et à Tissa qu'ils ne se combattraient pas entre eux et qu'ils respecteraient et tiendraient toujours compte des avis des prêtres. Il fit également jurer aux dix géants qu'ils ne participeraient jamais à une guerre entre les deux frères.
À la mort de Kavantissa, Dutugemunu eut néanmoins à se défendre contre Tissa, qui s'était emparé non seulement de son éléphant Kandula, mais aussi de la reine douairière Viharamahadevi (en), leur mère. La guerre commença mal pour lui, par une défaite à Culanganiyapitthi, où « plusieurs milliers d'hommes du roi » (Dutugemunu) périrent. Dutugemunu fut obligé de fuir Mahagama, où il leva une nouvelle armée pour affronter Tissa à proximité de la ville. Selon la légende, Tissa aurait combattu son frère sur l'éléphant royal Kandulla, tandis que Dutugemunu était monté sur une jument. Dutugemunu fit bondir sa jument sur l'éléphant, qui reconnut son maître et essaya de tuer Tissa. Celui-ci ne lui échappa qu'en sautant dans un arbre. Vaincu, Tissa quitta le champ de bataille déguisé en cadavre de moine,. Dutugemunu découvrit la ruse et se moqua de lui : « Tu n'as pas honte d'être porté sur le dos de ces prêtres ? » Cependant, quelque temps plus tard, les deux frères se réconcilièrent par l'entremise de Viharamahadevi et des moines, Tissa devenant finalement un des principaux généraux de Dutugemunu.

## Reconquête de Rajarata
Ayant ainsi assuré sa position, Dutugemunu commença à préparer ses opérations pour libérer le nord du pays, partagé entre Rajarata et de nombreux petits états semi-indépendants. Son armée comportait des chars de guerre, de l'infanterie, des cavaliers et des éléphants de guerre, ainsi que des moines (pour le conseiller) et une relique placée dans sa lance. Il était aussi accompagné par les Dix géants (en) recrutés dans toute l'île par son père Kavantissa (en) - Nandhimitra, Suranimala, Mahasena, Theraputtabhya, Gothabhaya, Bharana, Vasabha, Velusamanna et Phussadeva.

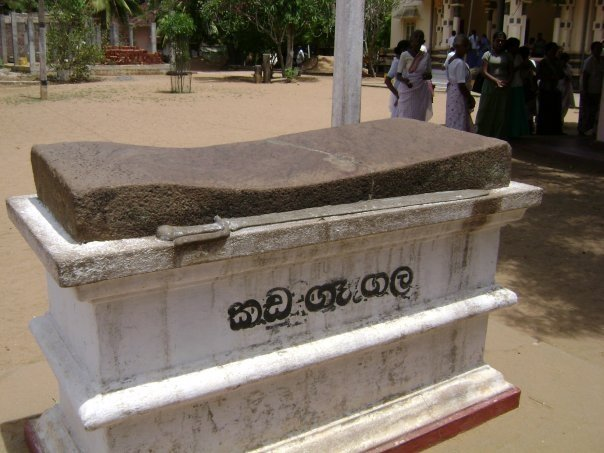
Cette pierre exposée à aurait servi aux soldats de Dutugemunu à aiguiser leurs armes.

Au cours de cette campagne, Dutugemunu soumit plusieurs souverains tamouls du nord (32 selon le Mahavamsa). Un de ses épisodes marquants est le siège de Vijithapura (en), qui dura quatre mois en 162 ou 161 av. J.-C. Les défenseurs tamouls de Vijithapura (en) auraient utilisé « des fers chauffés au rouge et de la poix fondante » pour effrayer les éléphants de Dutugemunu. C'est aussi à cette époque qu'il épousa Ran Etana, la fille d'un commandant local qui continuait à rendre hommage à Elara. En deux occasions au moins, la victoire est attribuée à la « ruse » du roi et à la bravoure de Kandulla. La campagne culmina à la porte orientale d'Anurâdhapura, où Dutugemunu, monté sur Kandulla, affronta finalement le vieil usurpateur Elara sur son éléphant Mahäpabbata et le tua d'un trait ; cet épisode est l'un des plus célèbres de l'histoire du Sri Lanka.
La victoire de Dutugemunu à Anurâdhapura le mit dans la situation encore sans précédent de régner sur la presque-totalité de l'île. Celle-ci n'était cependant pas sans risque. Elara, bien qu'étant un usurpateur tamoul de la dynastie Chola, avait la réputation d'avoir été un souverain droit et juste, et Dutugemunu prit soin que la mémoire du vieux roi soit révérée : il s'occupa de sa crémation, fit construire un tombeau pour ses cendres et ordonna que les voyageurs s'y arrêtent pour lui présenter leurs respects. Plus encore « en songeant à sa glorieuse victoire, aussi grande qu'elle fût, (il) n'en éprouva aucune joie, en se rappelant qu'elle avait causé la mort de milliers de ses ennemis et de ses soldats ». Ceci est attesté par le grand nombre de fondations religieuses qui lui sont attribuées par les chroniques (entre 68 et 99), dont de magnifiques stûpas, monastères et sanctuaires.

## Règne et constructions

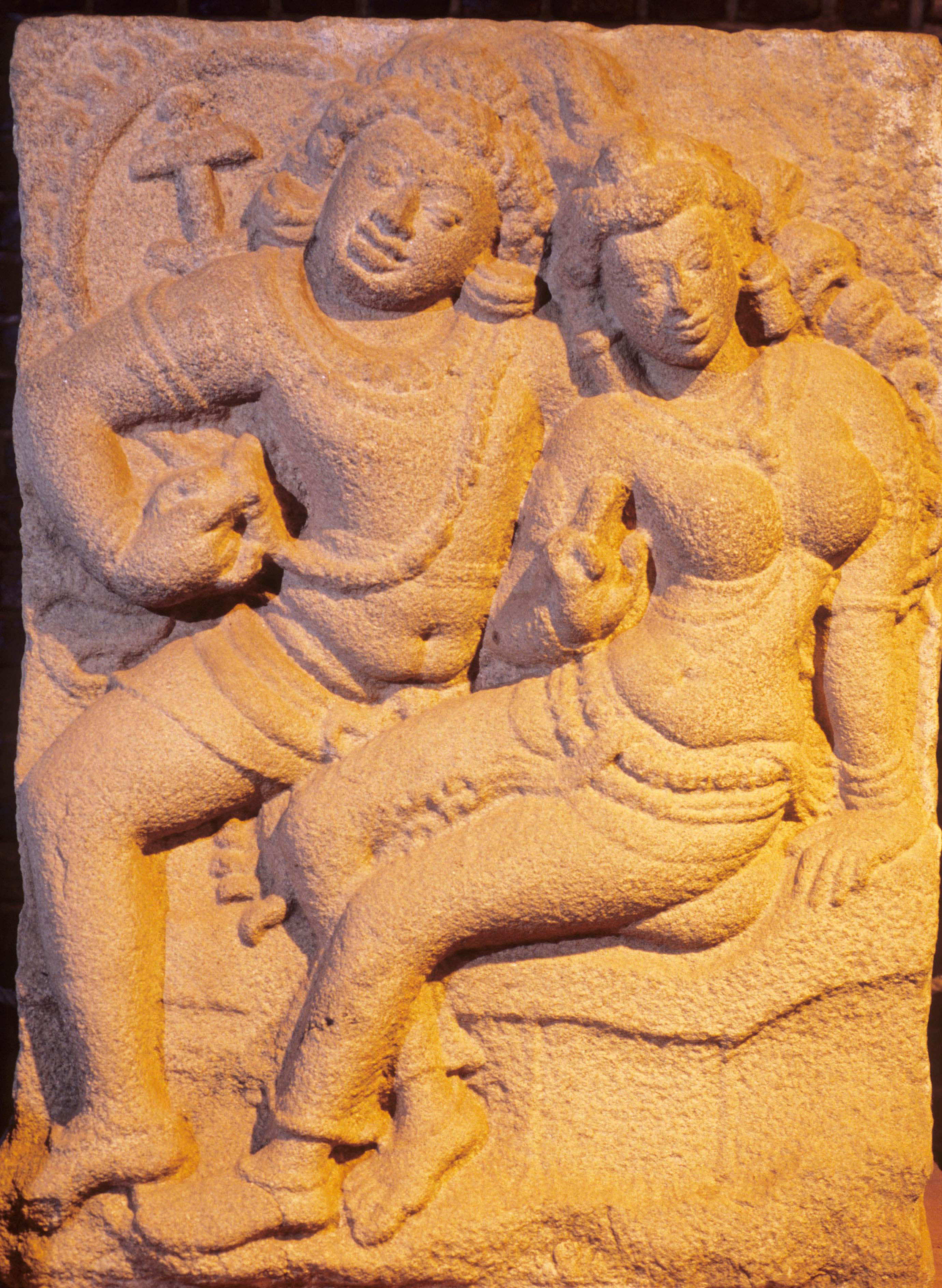
La stèle des amants d'Isurumuniya pourrait représenter Saliya et Asokamala.

Outre ses nombreuses constructions, le règne de Dutugemunu est notable pour sa brouille avec son fils Saliya (ou Salirajakumara). Le prince tomba amoureux d'une certaine Agokamaladevi (ou Asokamala), qui appartenait malheureusement à la caste des équarrisseurs, une des plus basses de la société srilankaise. Saliya refusa de renoncer à elle et rejeta le trône. Bien que le Mahavamsa ne mentionne aucune réconciliation, les contes populaires présentent le jeune couple comme revenu plus tard dans les bonnes grâces du roi.
Le règne de Dutugemunu est aussi marqué par des contacts avec des marchands venus d'occident, notamment Arabes, Persans et peut-être même Romains
Une fois assuré du pouvoir, Dutugemunu lança une série de constructions gigantesques, dont beaucoup sont encore visibles à Anurâdhapura. Comme presque tout ce qui concerne sa vie, chacune de ces fondations est entourée de sa propre légende, dont beaucoup traduisent les préoccupations et les goûts de l'ancienne société cinghalaise.
La première fondation mentionnée dans le Mahavamsa est le Maricavatti vihara, l'actuel Mirisavetiya (en). Selon la légende, alors qu'il se trouvait sur les berges du réservoir de Tissa (Tissawewa) avec « les femmes du harem » pour une fête de l'eau, Dutugemunu aurait planté sa lance (contenant une relique) dans le sol meuble. Au moment de retourner au palais, il aurait découvert que ni lui ni personne n'était capable de la retirer. Prenant cela pour un signe, il aurait donc fait construire un stûpa par-dessus la lance.
Dutugemunu ordonna aussi la construction du Lohapasada, ou Palais d'airain, un bâtiment de neuf niveaux pour les moines, qui doit son nom à son toit couvert de tuiles métalliques. La légende affirme que son plan est issu d'une construction céleste vue par un groupe de moines, qui le dessinèrent sur une étoffe avec de l'arsenic rouge et l'envoyèrent au roi.

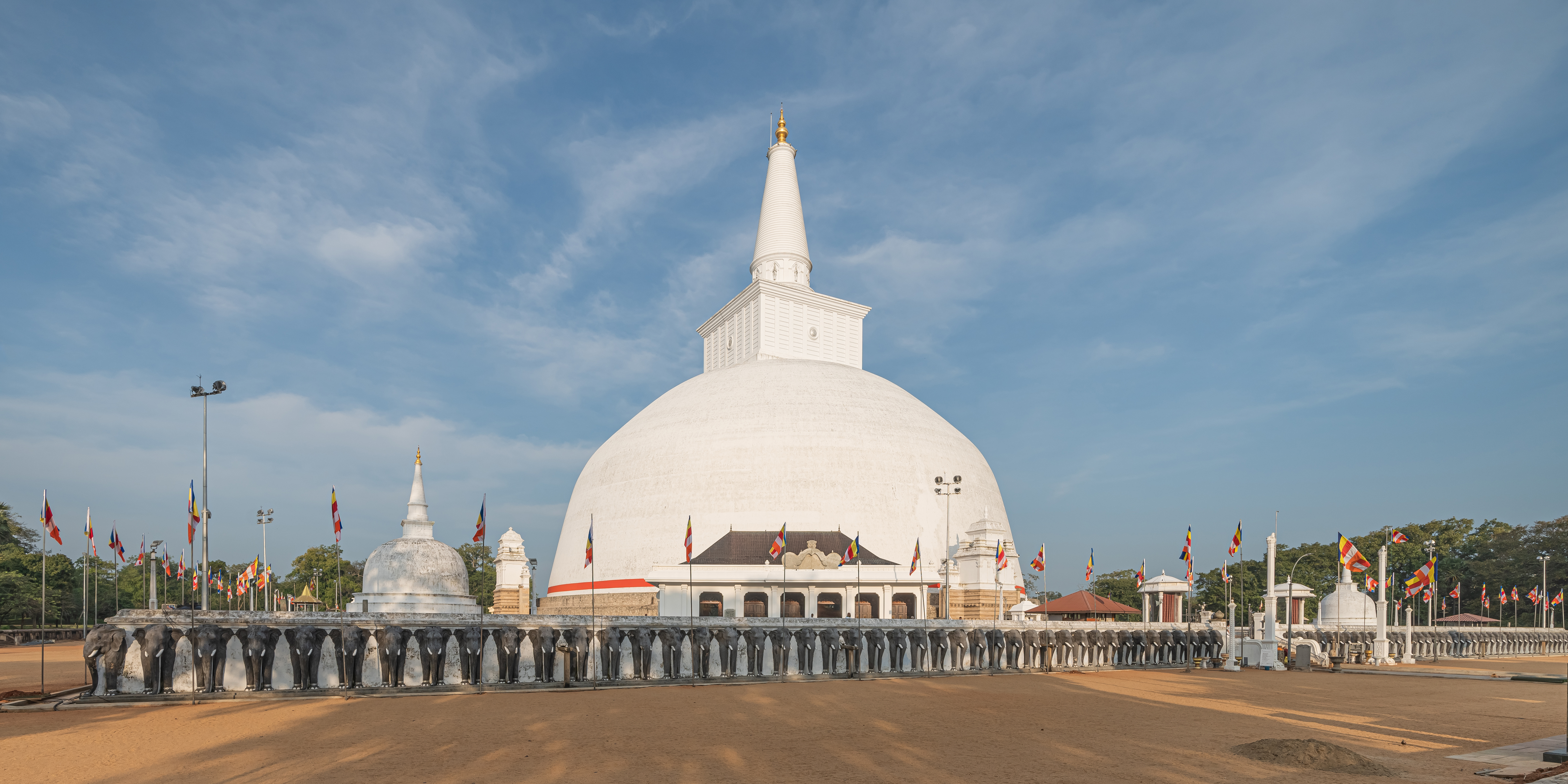
Le Ruwanwelisaya est la plus célèbre construction de Dutugamunu ; il culmine aujourd'hui à plus de 90 m, pour un diamètre de 91 m.

Plus célèbre encore est le Ruwanwelisaya, Grand Stûpa ou Swarnamalee Chetiya, destiné à abriter le bol à offrandes du Bouddha. La construction commença le jour de la pleine lune de Vesak (traditionnellement la date de la naissance, de l'illumination et de la disparition du Bouddha) avec la création d'une fondation de rocs broyés. Pour enfoncer les pierres, on les fit piétiner par des éléphants chaussés de cuir. Dutugemunu aurait surveillé personnellement les travaux, assistant à la construction de la chambre des reliques et à l'enfouissement du bol lui-même. La dédicace du stûpa est décrite dans le vingt-neuvième chapitre du Mahavamsa, qui recense les visites des délégations de plusieurs régions de l'Inde, ainsi qu'une délégation de 30 000 moines d'Alexandrie du Caucase, sous la conduite du moine indo-grec Mahadharmaraksita (en).
Parmi les autres bâtiment notables, on compte un stûpa à Mundeshiwari (en), dans l'actuel état du Bihar, dans le nord de l'Inde.

## Lien spirituel avec Kataragama Deviyo
Certaines des légendes associées aux constructions du roi reflètent sa relation spirituelle avec le dieu Kataragama deviyo (en). Il s'agit notamment de l’Henakaduwa Purana Raja Maha Viharaya de Tangalle et du Ruhunu Kataragama Maha Devalaya (en).
Au cours de la période de préparation de la guerre contre le roi Elara, Kataragama serait apparu devant Dutugemunu et lui aurait donné une épée pour cette guerre. Cet épisode aurait eu lieu à Tangalle, à l'emplacement actuel de l'Henakaduwa (Hena et kaduwa, signifient respectivement tonnerre et épée en cinghalais).
Après sa victoire sur Elara, Dutugemunu se livra à une méditation sacrificielle à Kiri Vehera Kataragama, et Kataragama deviyo lui apparut une nouvelle fois. Lorsque le roi lui demanda ce qu'il devait faire pour le remercier de l'avoir aidé à gagner la guerre, le dieu tira une flèche en direction de Wedahitikanda. Dutugemunu lui construisit un temple à l'endroit où était tombée la flèche.

## Mort et succession
Dutugemunu mourut avant la fin de la construction du Ruwanweliseya (en). Le Mahavamsa consacre à sa mort un chapitre entier, où l'on voit le roi mourant se faire transporter dans son palanquin près du stûpa encore inachevé. Là, il rencontre son vieux compagnon Theraputtbhya, devenu moine. Après avoir parlé avec lui de la mortalité de l'homme, le roi perd conscience et renaît immédiatement dans le royaume céleste de Tusita.
Selon un conte populaire, alors qu'il était mourant, on lui annonça l'achèvement du Ruwanweliseya (en) pour lui faire un dernier plaisir. Mais l'idée était mauvaise, car il demanda à aller le voir. Pour éviter qu'il ne découvre la vérité, son frère Tissa fit entourer le stûpa d'étoffe blanche afin de créer l'illusion que son enduit et sa peinture étaient terminés. La vue faiblissante de Dutugemunu ne lui permit pas de voir la différence et il mourut persuadé que c'était bien le cas.
Son frère Tissa, plutôt que son fils déshérité Saliya, lui succéda sur le trône.

## Signification actuelle
Premier roi à avoir sans doute unifié l'île entière sous son autorité, Dutugemunu a reçu le titre de « héros du Mahavamsa » et constitue une figure majeure de la mythologie cinghalaise. Son règne est considéré comme un des âges d'or du bouddhisme de Rajarata. Roi d'Anurâdhapura, il a non seulement expulsé un usurpateur étranger (généralement considéré néanmoins comme un bon roi) mais aussi favorisé le développement des institutions religieuses et la construction d'une bonne partie de l'héritage archéologique du Sri Lanka. Plusieurs de ses construction, comme le Ruwanweliseya (en) et le Mirisavetiya (en), sont encore considérées aujourd'hui comme sacrées.
Un régiment d'infanterie de l'armée de terre du Sri Lanka (en) porte son nom. Deux navires de la marine srilankaise, le SLNS Elara et le SLNS Ruhuna ont également des noms en rapport avec son règne.

## Filmographie
Le film srilankais de Jayantha Chandrasiri Maharaja Gemunu (en), sorti en janvier 2015, est basé sur une biographie de Dutugemunu.

### Source historique
- Mahavamsa, récits en pali de l'histoire du Sri Lanka entre 543 av. J.-C. à 302.